# Kundi Paihama
Kundi Paihama (Quipungo, 9 de dezembro de 1944 — Luanda, 24 de julho de 2020) foi um militar, político, banqueiro e empresário angolano.
Serviu como Ministro da Defesa de Angola de 1999 a 2010, e entre 2010 e 2014 como Ministro dos Antigos Combatentes e Veteranos da Pátria. É principalmente lembrado por ser o comandante militar das tropas do Estado angolano na etapa final da Guerra Civil Angolana.

## Biografia
Kundi Paihama nasceu na cidade de Quipungo, província da Huíla. Recebeu a educação primária e secundária no Lubango e Luanda. Serviu nas tropas portuguesas.
Em 1974 Kundi Paihama juntou-se ao Movimento Popular de Libertação de Angola (MPLA). Em 1976, já no primeiro governo de Angola independente, Agostinho Neto o nomeou para um cargo administrativo no Quipungo.
Participou na Guerra Civil Angolana na província do Cunene, ganhando grande destaque nos combates contra os sul-africanos. Tornou-se uma ponte chave da aproximação vital do Estado angolano com os ovambos, uma vez que ele próprio era um cuanhama. Foi comissário político nas Forças Armadas Populares de Libertação de Angola (FAPLA) e coordenador das estruturas partidárias em Benguela.
Após o Fraccionismo, Kundi Paihama serviu brevemente como Ministro do Interior. Em 1979, o presidente Neto dissolveu a Direção de Informação e Segurança de Angola (DISA). O Ministério da Segurança do Estado foi estabelecido no lugar da DISA, com Paihama como seu chefe. Encarregou-se de operações especiais contra a Frente Nacional de Libertação de Angola (FNLA) e a União Nacional para a Independência Total de Angola (UNITA), contra-inteligência, vigilância de estrangeiros e neutralização da oposição. Paihama permaneceu à frente do ministério por cerca de um ano.
De 1986 a 1991 Paihama foi responsável pelo Ministério do Controle do Estado. Durante o processo de negociação de paz entre o Estado angolano e o então grupo guerrilheiro UNITA, encontrou-se com Jonas Savimbi.
Em 1992 foi promovido à general das Forças Armadas Angolanas e, entre em 1993 e 1995 foi Assessor do Ministro da Defesa. Em 1992, liderou o círculo eleitoral do MPLA em Luanda nas eleições daquele ano. Na década de 1990, Paihama foi sucessivamente governador das províncias de Luanda, Huíla e Benguela. 
Em 1999, o presidente José Eduardo dos Santos nomeou Paihama como Ministro da Defesa. Ocupou este cargo até 2010. Em 2000, Paihama participou nas negociações ango-russas com Ilya Klebanov, vice-presidente do governo da Federação Russa, que geraram o acordo intergovernamental sobre cooperação militar e técnico-militar.
Em seu período como Ministro da Defesa ocorreu a fase final da guerra civil, a derrota da UNITA e a morte de Jonas Savimbi em 2002, além do agravamento do conflito em Cabinda. Ocorreram ainda as exitosas participações das tropas angolanas na Segunda Guerra do Congo e na Guerra Civil na República do Congo, que levantaram a moral das tropas do país como potência bélica regional. Curiosamente, após o fim dos conflitos, Paihama passou a ter como vice-ministro o ex-chefe do Estado-Maior do braço-armado da UNITA, Demósthenes Amós Chilingutila, e como Conselheiro da Defesa Nacional o ex-chefe do Estado-Maior do braço-armado da FNLA, Afonso Tonta de Castro.
Paihama foi o 18º candidato na lista nacional do MPLA nas eleições parlamentares de setembro de 2008. Ganhou um lugar nesta eleição, em que o MPLA obteve uma esmagadora maioria na Assembleia Nacional. De 2010 a 2014 Kundi Paihama foi Ministro dos Antigos Combatentes e Veteranos da Pátria.
Entre 2014 e 2016 serviu como governador da província do Huambo, e entre 2016 e 2018 como governador da província de Cunene. Ao final do governo de José Eduardo dos Santos, era classificado como parte do núcleo leal ao Presidente, junto com a figura de Dino Matrosse.
Foi o principal accionista e presidente do conselho de administração do Banco Angolano de Negócios e Comércio (BANC). A licença do BANC foi revogada pelo Banco Nacional de Angola por "falência técnica". Foi também agropecuarista.

## Morte
Paihama morreu de crise cardiovascular num hospital privado em Luanda em 24 de julho de 2020.